# Verenigde Democratische Krachten (Bulgarije)
Verenigde Democratische Krachten (Bulgaars: Обединени Демократични Сили (ОДС), Obedineni Demokratitsjni Sili (ODS)) is een verkiezingsalliantie in Bulgarije. De ODS werd in 1997 gevormd. Nadat de ODS de verkiezingen van dat jaar had gewonnen, vormde Ivan Kostov, de voorzitter van de SDS, de grootste partij in de ODS, een regering.
In 2001 leed de ODS een verkiezingsnederlaag en kreeg maar 18,2% van de stemmen, dat is 51 van de 240 zetels in de Narodno Sobranie (Nationale Vergadering). De Nationale Beweging Simeon II werd de grote winnaar. Kostov trad af als voorzitter van de ODS en werd opgevolgd door de populaire Nadezja Michailova. Zij was minister van Buitenlandse Zaken in het kabinet-Kostov. Bij de parlementsverkiezingen van 25 juni 2005 ging de ODS nog verder achteruit. De alliantie verwierf slechts 8,4% van de stemmen, goed voor 20 zetels.
Volgens peilingen in maart 2006 daalde de steun voor de ODS nog verder (5%) en kwam zij achter de Bulgaarse Socialistische Partij, de Nationale Aanvalsunie en de Nationale Beweging Simeon II.
Ideologisch gezien is de ODS centrumrechts (liberaal, christendemocratisch).

## Partijen die deel uitmaken van de ODS
- Unie van Democratische Krachten (Sajoez na Demokraticnite Sili)
- Democratische Partij (Demokraticeska Partija)
- Bulgaarse Agrarische Nationale Unie - Verenigd (Balgarski Zemedelski Naroden Sajoez - Obedinen)
- St. Jorisdagbeweging (Dviženie Gergiovden)
- Beweging voor een Gelijk Publiek Model (Dviženie za ravnopraven model DROM)